# زالتسکتن
شهر زالتسکتن (به آلمانی: Salzkotten) در ایالت نوردراین-وستفالن در کشور آلمان واقع شده‌است.